# Marie-Josée Lord
Marie-Josée Lord est une pianiste, violoniste, cantatrice d'opéra soprano canadienne d'origine haïtienne.

## Biographie
Marie-Josée Lord naquit à Haïti en 1970. Elle fut adoptée dès l'âge de cinq ans, à Port-au-Prince, par un couple québécois puis amenée à Lévis au Québec.
Elle commence l'étude du piano dès l’âge de sept ans. « J’ai arrêté le piano entre 14 et 17 ans parce que j’apprenais aussi le violon depuis l’âge de 11 ans et… il y avait aussi mon éducation au secondaire qui demandait de l’attention. Mais j’ai eu un accident et j’ai été blessée à l’épaule, alors j’ai dû laisser le violon et je suis finalement entrée au Conservatoire pour étudier le piano. ».
Elle commence le chant en 1992 comme mezzo-soprano et décroche un contrat dans un théâtre lyrique à l’été 1994 et donne son premier récital en 1995. Elle chante dans Turandot au Conservatoire d'art dramatique de Québec en 1997, puis Suor Angelica en 1998. En 1999, elle s’installe à Montréal pour participer à l’Atelier lyrique.
En 2003, elle chante dans le rôle de la jeune esclave Liù de Turandot à l'Opéra de Québec.
En novembre 2004, elle chante dans le rôle de Marie-Jeanne, dans la version symphonique, donnée avec l’Orchestre symphonique de Montréal, de l’opéra-rock Starmania, dont on célébrait le 25e anniversaire. Elle reprend le rôle à Paris en janvier et février 2005.
Marie-Josée Lord a chanté des grands airs les plus célèbres du théâtre lyrique, de la comédie musicale et de l'opéra. Elle chanta la Habanera de Carmen, l'air de La Wally d'Alfredo Catalani (célèbre depuis le film Diva), les bijoux de Faust, La Bohème de Giacomo Puccini, le Summertime de Porgy and Bess, l'air de Roussalka de Antonín Dvořák, Violetta dans la grande scène du premier acte de La traviata, West Side Story.
En 2010, après le séisme à Haïti, elle interprète Le monde est stone dans l'album "Ensemble pour Haïti" avec Judith Bérard, Martine St-Clair, Luce Dufault et Patsy Gallant.